# Памятник Героям Советского Союза А. А. Миронову, Н. А. Кондакову, Н. С. Степанову
«Памятник Героям Советского Союза А. А. Миронову, Н. А. Кондакову, Н. С. Степанову» — мемориальный комплекс, посвящённый памяти воинов погибших в годы Великой Отечественной войны в городе Вилюйске, Республики Саха (Якутия). Памятник истории регионального значения.

## Общая информация
После завершения Великой Отечественной войны в городах и сёлах республики Якутия стали активно возводить первые памятники и мемориалы, посвящённые павшим солдатам. Город Вилюйск являлется родиной трёх Героев Советского Союза Алексея Афанасьевича Миронова (1912—1945), Николая Алексеевича Кондакова (1920—1979), Николая Савича Степанова (1923—1992). 22 июня 1990 года на площади Победы в Вилюйске в память о подвигах Героев-земляков были установлены мемориальные плиты, а в июле 2009 года на городской Набережной города был сооружён и открыт памятник.

## История
Город Вилюйск — родина трёх Героев Советского Союза, в память о подвигах которых и установлен монумент на площади Победы.
Миронов Алексей Афанасьевич, снайпер 247-го гвардейского стрелкового полка 84-й гвардейской стрелковой дивизии 16-й — 11-й гвардейской армии Западного фронта, гвардии сержант. В период битвы под Москвой один из первых зачинателей снайперского дела. Подготовил свыше 30 солдат-снайперов. 28 марта 1945 года был тяжело ранен в бою. 30 марта умер в 758-м медико-санитарном батальоне. Похоронен в венгерском Немешперештурне. Звание Героя Советского Союза присвоено 5 мая 1990 года, посмертно.
Кондаков Николай Алексеевич, командир огневого взвода 1073-го армейского истребительно-противотанкового артиллерийского полка 5-й гвардейской армии 1-го Украинского фронта, старший лейтенант. 25 января 1945 года на реке Одер в районе населённого пункта Дёберн первым переправил орудия вверенного ему взвода и способствовал захвату и расширению плацдарма. Уничтожил шесть пулемётных точек. В 1945 году уволен в запас. Звание Героя Советского Союза присвоено 5 мая 1990 года, посмертно.
Степанов Николай Саввич, пулеметчик 1-го мотострелкового батальона 45-й механизированной бригады 5-го механизированного корпуса 6-й танковой армии 2-го Украинского фронта, рядовой. Участник освободительных операций в Румынии, Венгрии, Чехословакии, Югославии и Австрии. Участник советско-японской войны 1945 года. В апреле 1947 года был демобилизован. Звание Героя Советского Союза присвоено 5 мая 1990 года.

## Описание памятника
Памятник в Вилюйске представляет собой скульптуру из трех фигур воинов-земляков в полный рост отлитых из бронзы. Рядом размещён металлический якутский меч-пальма, которуй вертикально воткнут в постамент. У памятника железобетонный постамент, облицованный мраморными темно-бордовыми плитами. Также имеется железобетонный прямоугольный обелиск, который расположен на заднем плане и имеет конусовидную скошенную вершину с изображением золоченой звезды в лавровом венке.
В соответствии с приказом Министерства культуры и духовного развития Республики Саха (Якутия) "О включении выявленного объекта культурного наследия «Памятник Героям Советского Союза А. А. Миронову, Н. А. Кондакову, Н. С. Степанову» памятник внесён в реестр объектов культурного наследия народов Российской Федерации и охраняется государством.